# Aeolesthes inhirsuta
Aeolesthes inhirsuta (лат.) — вид жуков-усачей из подсемейства собственно усачей. Распространён в Микронезии на острове Палау. Кормовым растением личинок является хлопковое дерево.

## Описание
Жуки длиной от 37 до 41 мм. Тело, кроме надкрылий, в очень тонком опушении. Между усиковыми бугорками имеется заметный киль.